# Administrarea afacerilor
Administrarea afacerilor este administrarea unei afaceri. Acesta include toate aspectele legate de supravegherea și supravegherea operațiunilor de afaceri, precum și de alte domenii conexe, cum ar fi contabilitatea, finanțele și marketingul.